# Distrito Histórico de Rhodes Street
El Distrito Histórico de Rhodes Street es un distrito histórico residencial que abarca una cuadra de Rhodes Street en el sur de la ciudad Providence, la capital del estado de Rhode Island (Estados Unidos). Se encuentra situado junto con las calles sin salida Janes y Alphonso. 

## Descripción
Esta área tiene una colección bien conservada de elegantes casas del siglo XIX, construidas aproximadamente entre 1850 y 1895. South Providence no vio mucho desarrollo residencial hasta que la industria comenzó a mudarse al área. Estas casas se construyeron en un terreno que originalmente formaba parte de la granja de la familia Rhodes y se construyeron para los gerentes de las instalaciones industriales cercanas. Arquitectónicamente, las casas representan una muestra representativa de los estilos populares de la época.
El distrito fue incluido en el Registro Nacional de Lugares Históricos en 1982.